# Anon
Anon (prt/bra: Anon) é um filme de ficção científica britânico de 2018, dirigido e escrito por Andrew Niccol, estrelando Clivew Owen e Amanda Seyfried.

## Produção
Em 28 de janeiro de 2016, Clive Owen foi escalado para o papel de um detetive em um mundo sem crime. Em 8 de março de 2016, Amanda Seyfried veio a bordo para estrelar o filme, interpretando uma mulher sem marca digital que é invisível para a polícia.